# (2635) Huggins
(2635) Huggins ist ein Asteroid des Hauptgürtels, der am 21. Februar 1982 vom US-amerikanischen Astronomen Edward L. G. Bowell an der Anderson Mesa Station (IAU-Code 688) des Lowell-Observatoriums in Coconino County entdeckt wurde.
Der Asteroid wurde nach dem britischen Physiker und Astronomen Sir William Huggins (1824–1910) benannt, der ab 1856 als Pionier der Spektroskopie von seinem Privatobservatorium aus die Spektren bei verschiedenen astronomischen Objekten erforschte. Er war der erste Astronom, der anhand dieser Beobachtungen Nebel und Galaxien voneinander unterscheiden konnte.